# ジェヒ
ジェヒ（韓：재희、漢：栽禧、英：Jaehee、2005年6月21日 -  ）は大韓民国大邱広域市出身の歌手。男性アイドルグループNCTのメンバー。本名はキム・デヨン（韓：김대영、漢：金垈永、英：Kim Daeyoung）。SMエンタテインメント所属。2024年2月、NCT WISHでデビュー。

## 来歴
2005年6月21日、大韓民国大邱広域市で生まれる。

### SMエンタ入社
2023年1月3日、SMエンタテインメントに入社した。オーディションではH:CODEの「꿈속에 너 (Dream of you)」を歌った。
練習生になって1ヶ月経った頃に公開された、NCT 127の『Ay-Yo』のミュージックビデオを見て、ジェヒョンに憧れを持ち、アイドルになる夢を育てた。

### NCTデビュー（2023年 - ）

#### 2023年
8月17日より、追加練習生としてプレデビューリアリティ番組『NCT Universe: LASTART』に出演した。
9月7日、NCT NEW TEAMのメンバーとしてデビューが決定した。
10月8日、所属ユニットNCT NEW TEAMがプレデビューシングル「Hands Up」を発売した。

#### 2024年
1月18日、活動名がデヨンからジェヒに変更された。
2月21日、東京ドームで開催された「SMTOWN LIVE 2024 SMCU PALACE @TOKYO」でデビュー曲「WISH」を披露し、NCT WISHとして正式デビュー。

## 人物

### 性格・ニックネーム
穏やかで真面目で、礼儀正しい性格。明るくて、おしゃべりな一面もあり、リアクションが大きい性格。兄が2人いる。MBTI性格診断はENFP型。身長180cm。
ニックネームは「デン」。座右の銘は「それでも」。「木のように成長して、いつか『幸せ』という実を結ぶことができる木になれるように」という思いから、ジェヒを表す絵文字には「木（落葉樹）」が使われている。

### 趣味・嗜好
趣味は、歌を歌うこと、ピアノ、読書、ランニング。ピアノは6歳の時に始めて、8年間習っていた。特技は肉（サムギョプサル）を焼くこと、テコンドー、料理。テコンドーは、8年間習っていた。
ロールモデルはキュヒョン（SUPER JUNIOR）、ジェヒョン（NCT）、チャン・ジニョン（元Black Beat）。
一番大切にしているものはカメラ。

## 参加作品

### カバー
- ECLIPSE 「소나기（Sudden Shower）」（2024年7月10日）[19]

## 出演

### テレビ番組
- 日本テレビ『NCT Universe: LASTART』（2023年）

### スペシャルステージ
- パク・ヒョシン「Wild Flower」- NCT Universe: LASTART（2023年8月31日）- パフォーマンスビデオ - YouTube
- Kangta「Polaris」 - 「SMTOWN LIVE 2025」（2025年1月、Kangta・SM Jazz Trioと）[20]